# 모닝 드레스

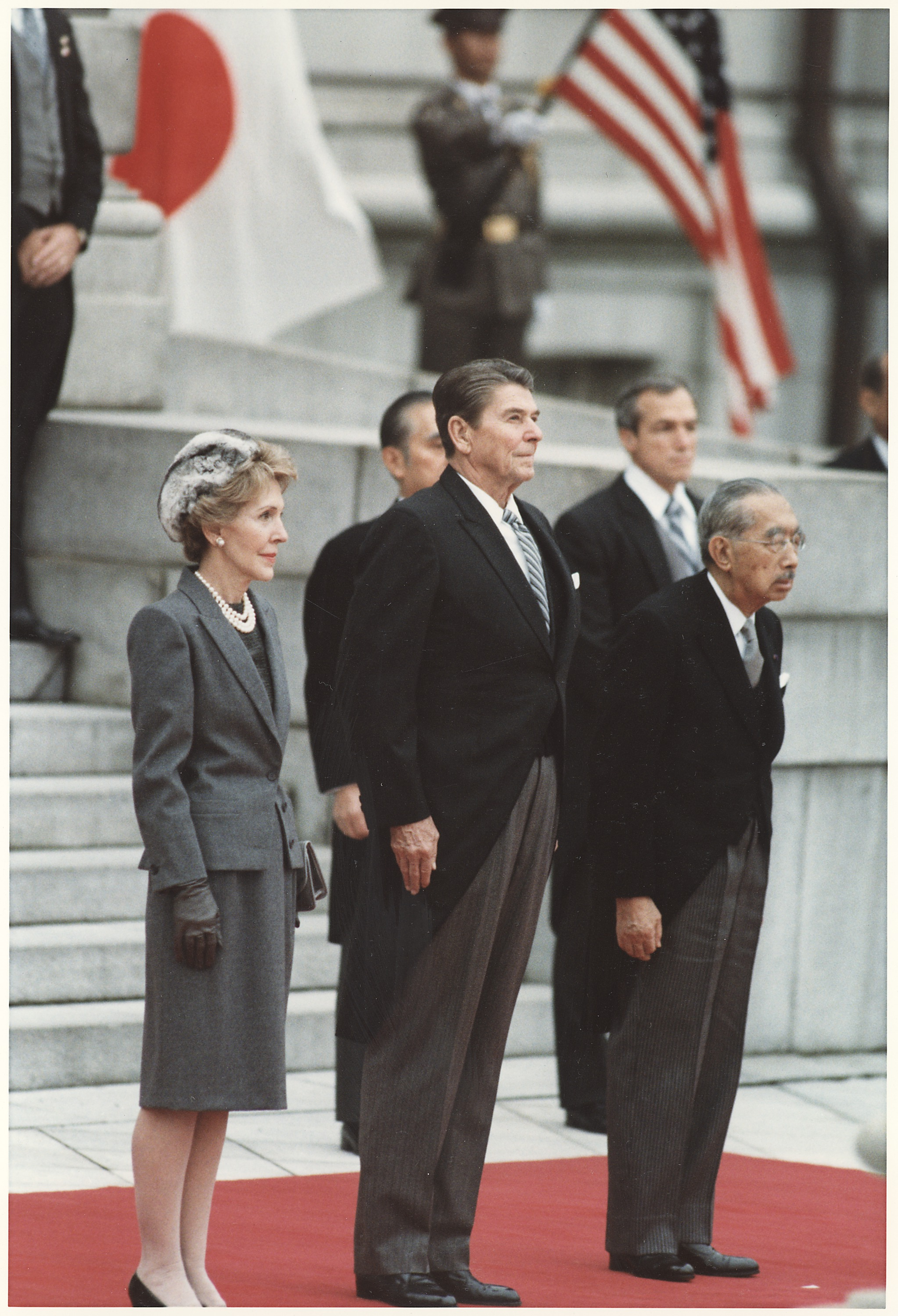
낸시 레이건, 로널드 레이건, 쇼와 천황

모닝 드레스(영어: Morning dress)는 낮에 입는 남성의 최상급 정장 중 하나이다.
주로 남성의 경우 모닝 코트, 양복 조끼, 정장 바지, 여성의 경우 적절한 가운으로 구성된 일상 복장의 공식적인 서양 복장 규정이다. 남성은 또한 모든 부분(모닝 코트, 양복 조끼 및 바지)이 동일한 색상과 소재로 된 인기 있는 변형을 입을 수 있으며, 종종 회색이며 구별하기 위해 일반적으로 "모닝 수트" 또는 "모닝 그레이"라고 한다. 여름 결혼식이나 경마와 같은 축제 행사에만 적합하다고 간주되어 결과적으로 약간 덜 형식적이다. 올바른 모자는 형식적인 탑햇이거나, 덜 넓은 청중 환경에서는 선택적으로 접을 수 있는 동등한 오페라 모자이다.
디브렛(Debrett's)은 오후 6시 이후에 시작하는 행사의 드레스 코드로 모닝 드레스를 지정해서는 안 된다고 말한다. 공식 행사가 오후 6시 이후에 시작되는 경우 대신 흰색 넥타이를 지정해야 한다. 이 코드의 세미 포멀한 주간 대응물은 검은색 라운지 슈트이다.
모닝 드레스는 일반적으로 특정 결혼식, 왕실, 정부 또는 지방 자치 단체 청중 및 사교 시즌 행사(예: 경마)로 제한된다. 또한 때때로 교회 예배, 형제회 및 신사 클럽에서 착용하는 것을 볼 수 있다.